# 13482 Igorfedorov
13482 Igorfedorov eller 1979 HN5 är en asteroid i huvudbältet som upptäcktes den 25 april 1979 av den rysk-sovjetiske astronomen Nikolaj Tjernych vid Krims astrofysiska observatorium på Krim. Den har fått sitt namn efter den rysk-sovjetiske vetenskapsmannen Igor Fjodorov.
Asteroiden har en diameter på ungefär tio kilometer.